# Tender Touches
Tender Touches è una serie televisiva animata statunitense del 2017, creata da Dave Bonawits, Lauren Payne e Maxime Simonet.
La serie è una parodia delle soap opera in stile musical. I dialoghi dei personaggi sono quasi completamente improvvisati sul momento.
Nata come spin-off di Bloodfeast (f.k.a. Crossword), la serie viene trasmessa negli Stati Uniti su Adult Swim dal 19 dicembre 2017.

## Episodi
| Stagione         | Episodi | Prima TV USA | Prima TV Italia |
| ---------------- | ------- | ------------ | --------------- |
| Prima stagione   | 5       | 2017         | inedita         |
| Seconda stagione | 5       | 2018         | inedita         |
| Terza stagione   | 5       | 2020         | inedita         |

## Personaggi e doppiatori

### Personaggi principali
- Curtis (stagioni 1-3), doppiato da Dave Bonawits.
- Charlene (stagioni 1-3), doppiata da Bradley Millner.
- Steve (stagioni 1-3), doppiato da Max Simonet.
- Dott. Bismol (stagioni 1-3), doppiata da Lauren Payne.

### Personaggi ricorrenti
- Michelle (stagioni 1-3), doppiata da Michelle Firestone e Sabrina Nichols (Operetta).
- Verna (stagioni 1-2), doppiata da Thu Tran e Stephanie Lennox (Operetta).
- Assistente (stagione 2), doppiato da Josh Skierski.
- Axolotl (stagione 2), doppiata da Rebecca Shenfeld.
- Ratman (stagioni 1-3), doppiato da Paul Painter.
- Jaz (stagioni 2-3), doppiato da Jasmine Gray.

### Personaggi secondari
- Guidatore del taxi (stagione 2), doppiato da Adam Fuchs.
- Chef (stagione 2), doppiato da Alexa Reynolds.
- Taishi (stagione 3), doppiato da Taishi Tamaki.

## Produzione
La serie è nata originariamente all'interno del podcast Bloodfeast (noto precedentemente come Dave & The Crossword Guys) di Matt Harrigan come segmento regolare trasmesso in diretta nel corso del 2016. Il podcast ha infatti previsto al tempo un gioco radiofonico con possibilità di chiamate dal pubblico, che ha permesso al primo chiamante casuale Bradley Millner, caratterizzato da una pessima qualità audio, di partecipare nei segmenti interpretando il personaggio di Charlene. L'interpretazione di Millner ha portato gli autori a inserirlo successivamente nel cast principale dello spin-off Tender Touches, dove ha registrato le sue battute dal suo telefono.
Tender Touches è nato da un'idea di Mike Lazzo, ex vicepresidente di Adult Swim, che ha chiesto a Dave Bonawits, Lauren Payne e Maxime Simonet di creare una serie animata. Lauren, che ha curato tutti i character design della serie, tramite e-mail, ha inviato a Simonet la bozza del protagonista Curtis, accettando subito il personaggio.
Nel 2017, Adult Swim ha presentato i suoi nuovi episodi pilota televisivi, tra i quali Hot Streets e Tender Touches, come parte del loro tour "On The Green" in giro per gli Stati Uniti. La serie è una parodia delle soap opera e si basa su un segmento di Bloodfeast, webserie di Adult Swim creata da Dave Bonawits e Maxime Simonet, già noti per FishCenter Live.
Il 15 novembre 2018, Adult Swim ha annunciato il rinnovo della serie per una seconda stagione che è andata in onda dal 26 novembre dello stesso anno.
Il 1º aprile 2020, come parte della tradizione di Adult Swim per il Pesce d'Aprile, è stato trasmesso il primo episodio della terza stagione intitolato That’s A Wrap, privo della versione operetta. Quella stessa notte, la rete ha rivelato che la stagione continuerà ufficialmente la sua trasmissione nell'estate 2020. Il 3 aprile, il rapper Slink Johnson, durante un podcast di Adult Swim, ha annunciato che la nuova stagione, composta da 5 episodi, sarebbe stata ripresa dal 15 giugno 2020.
L'11 giugno 2020, Adult Swim ha pubblicato il trailer della terza stagione, confermando la data di trasmissione precedentemente rivelata. Successivamente sono stati annunciati Taishi Tamaki, Michelle Firestone e Bradley Milner come guest star della stagione.

## Distribuzione
- 19 dicembre 2017 negli Stati Uniti d'America su Adult Swim;[2]
- 31 luglio 2020 in Francia in video on demand su Adult Swim.[18][19]

## Accoglienza
Marianne March di Foundation for Economic Education, che ha passato la notte guardando gli episodi pilota di Hot Streets e Tender Touches più un episodio inedito di Squidbillies, ha affermato: "il perfetto mix di divertimento infantile e umorismo per adulti". Jose Rodriguez di Geek ha elogiato la serie definendola esilarante, insolita ed inquietante. John Schwarz di Bubbleblabber ha recensito Tender Touches favorevolmente, affermando "[dopo averlo visto] rimarrai davvero sorpreso".